# Beverley Mitchell
Beverley Ann Mitchell (Arcadia, Califórnia, 22 de janeiro de 1981) é uma atriz e cantora de música country norte-americana. Ela é mais conhecida por seu papel como Lucy Camden da série 7th Heaven.

## Filmografia
| Filmes      | Filmes                    | Filmes                  | Filmes                |
| Ano         | Título                    | Papel                   | Notas                 |
| ----------- | ------------------------- | ----------------------- | --------------------- |
| 1990        | Children of the Bride     | Jersey                  | Para TV               |
| 1991        | Baby of the Bride         | Jersey                  | Para TV               |
| 1992        | Sinatra                   | Nancy (aos 7 e 9)       | Para TV               |
| 1993        | Mother of the Bride       | Jersey                  | Para TV               |
| 1994        | Killing Obsession         | Annie                   |                       |
| 1995        | White Dwarf               | XuXu, Twin (mais velha) | Para TV               |
| 1996        | O Corvo: Cidade dos Anjos | Grace                   |                       |
| 2000        | Girl Band                 | Suzanne                 | Para TV               |
| 2001        | Mean People Suck          | Irmã de Kate            |                       |
| 2003        | Right on Track            | Erica Enders            | Para TV               |
| 2005        | Jogos Mortais 2           | Laura                   |                       |
| 2007        | I Know What I Saw         | Mackenzie Greer         | Para TV               |
| 2008        | Extreme Movie             | Sue                     |                       |
| 2009        | Snowmen                   | Sra. Sherbrook          |                       |
| Televisão   |                           |                         |                       |
| Ano         | Título                    | Papel                   | Notas                 |
| 1990        | Big Brother Jake          | Cassie                  | Episódio desconhecido |
| 1992        | Quantum Leap              | Becky Pruitt            | 1 episódio            |
| 1994 / 1993 | Phenom                    | Clare                   | 2 episódios           |
| 1994        | Melrose Place             | Katie Conners           | 1 episódio            |
| 1995        | Baywatch                  | Melissa                 | 1 episódio            |
| 1996        | The Faculty               | Leslie                  | 1 episódio            |
| 2000        | Hey Arnold!               | Summer                  | 1 episódio            |
| 2007 / 1996 | 7th Heaven                | Lucy Camden             | 242 episódios         |

## Prêmios e Indicações
| Prêmios | Prêmios   | Prêmios            | Prêmios                                                      | Prêmios    |
| Ano     | Resultado | Premiação          | Categoria                                                    | Título     |
| ------- | --------- | ------------------ | ------------------------------------------------------------ | ---------- |
| 1997    | Venceu    | Young Artist Award | Melhor Performance em Série de Drama - Jovem Atriz           | 7th Heaven |
| 1998    | Indicada  | YoungStar Award    | Melhor Performance de Jovem Atriz em Série de Drama          | 7th Heaven |
| 1998    | Venceu    | Young Artist Award | Melhor Performance em Série de Drama - Atriz Jovem Principal | 7th Heaven |
| 1999    | Indicada  | Young Artist Award | Melhor Performance em Série de TV - Elenco Jovem             | 7th Heaven |
| 2000    | Indicada  | YoungStar Award    | Melhor Elenco Jovem - Televisão                              | 7th Heaven |
| 2000    | Venceu    | Young Artist Award | Melhor Performance em Série de Drama - Atriz Jovem Principal | 7th Heaven |
| 2005    | Indicada  | Teen Choice Award  | Escolha Atriz de TV: Drama                                   | 7th Heaven |